# A Herança do Ódio
A Herança do Ódio foi uma telenovela brasileira exibida pela Tupi Difusora, de São Paulo, entre dezembro de 1951 e fevereiro de 1952.
Uma outra versão foi produzida e exibida pela TV Rio entre março e agosto de 1966 às 21h00, como uma adaptação de Janete Clair da radionovela de Oduvaldo Viana.
Em 2016, a Rede Globo também produziu uma nova versão, com autorização da SBAT.

## Elenco
- Amilton Fernandes
- Laura Cardoso
- Maurício do Valle
- Geni Prado
- Ana Ariel
- Mário Lago
- Nívea Maria
- Edson França